# Georg-Werner Fraatz
Georg-Werner Fraatz (30 de Março de 1917 - 12 de Fevereiro de 1943) foi um comandante de U-Boot que serviu na Kriegsmarine durante a Segunda Guerra Mundial.